# خوان كابرال
خوان كابرال (بالإسبانية: Juan Cabral)‏ هو مخرج أرجنتيني، ولد في 1978.

## روابط خارجية
- خوان كابرال على موقع IMDb (الإنجليزية)